# Jetpiloter
Jetpiloter er en dansk film fra 1961.
- Manuskript Bob Ramsing.
- Instruktion Anker Sørensen.

Blandt de medvirkende kan nævnes:
- Ebbe Langberg
- Henning Palner
- Poul Reichhardt
- Henning Moritzen
- Malene Schwartz
- Ib Mossin
- Birthe Wilke
- Susse Wold
- Jørgen Buckhøj
- Baard Owe
- Morten Grunwald
- Hugo Herrestrup